# Бонштедт, Вильгельм
Вильгельм Бонштедт (нем. Wilhelm Bohnstedt; 5 октября 1888 — 11 августа 1947) — немецкий военачальник, генерал-лейтенант вермахта, командующий 32-й пехотной дивизией во время Второй мировой войны. Кавалер Рыцарского креста Железного креста, высшего ордена нацистской Германии. Взят в плен в 1945 году, где находился вплоть до своей смерти в 1947 году.

## Награды
- Железный крест (1914)
  - 2-го класса (14 октября 1914)
  - 1-го класса (1 августа 1916)
- Нагрудный знак «За ранение» (1914)
  - в чёрном (12 июня 1918)
- Почётный крест ветерана войны
- Железный крест (1939)
  - 2-го класса (22 сентября 1939)
  - 1-го класса (2 октября 1939)
- Медаль «За зимнюю кампанию на Востоке 1941/42»
- Рыцарский крест Железного креста (13 октября 1941)